# Turniej o Puchar Burmistrza Rawicza 1999
Puchar Burmistrza Rawicza 1999 – turniej żużlowy, rozegrany po raz 5. w Rawiczu, w którym zwyciężył Wiesław Jaguś.

## Finał
- Rawicz, 11 września 1999
- Sędzia: Włodzimierz Kowalski

| Msc. | Zawodnik                | Klub           | Pkt    |              |  |
| ---- | ----------------------- | -------------- | ------ | ------------ |  |
| 1    | Wiesław Jaguś           | Toruń          | 12+3   | (3,3,3,d,3)  |  |
| 2    | Roman Jankowski         | Leszno         | 11+2   | (0,2,3,3,3)  |  |
| 3    | Tomasz Kruk             | Rawicz         | 12+1   | (3,1,3,3,2)  |  |
| 4    | Damian Baliński         | Leszno         | 11+wsu | (3,1,2,3,2)  |  |
| 5    | Andrzej Huszcza         | Zielona Góra   | 11     | (2,3,3,2,1)  |  |
| 6    | Robert Kościecha        | Toruń          | 10     | (2,0,2,3,3)  |  |
| 7    | Mariusz Szmanda         | Rawicz         | 10     | (3,3,2,1,1)  |  |
| 8    | Zenon Kasprzak          | Świętochłowice | 7      | (1,3,1,0,2)  |  |
| 9    | Sławomir Drabik         | Świętochłowice | 6      | (1,d,0,2,3)  |  |
| 10   | Tomasz Jędrzejak        | Ostrów Wlkp.   | 6      | (2,2,0,t,2)  |  |
| 11   | Krzysztof Okupski       | Rawicz         | 6      | (2,2,2,wu)   |  |
| 12   | Maciej Jąder            | Leszno         | 4      | (d,2,0,2,0)  |  |
| 13   | Sławomir Dudek          | Opole          | 3      | (1,1,0,1,0)  |  |
| 14   | Václav Milík            | Czechy         | 2      | (0,1,1,d,t)  |  |
| 15   | Piotr Dym               | Rawicz         | 2      | (t,0,1,wu,1) |  |
| 16   | Rafał Jełowicki         | Rawicz         | 1      | (d,0,1,dst)  |  |
|      | rez. Tomasz Tołoczko    | Rawicz         |        | (1,0,1)      |  |
|      | rez. Daniel Strzelbicki | Rawicz         |        | (2,0)        |  |